# Little Caprice
Markéta Štroblová (Brno, 26 de octubre de 1988), también conocida como Little Caprice, es una actriz pornográfica, modelo de glamour y erótica y nutricionista checa.

## Biografía
Nació y pasó sus primeros años en la ciudad de Brno (República Checa), donde se graduó como nutricionista. En 2008 inició su carrera en la industria erótica al ser descubierta por la compañía Teenharbour. Little Caprice se le trató como a un personaje dentro del género softporn teen. Alcanzó cierto grado de popularidad que le permitió contar con su propio sitio web en el que mostraba contenido para adultos, previo pago. En 2010, debido a su disconformidad con la línea de trabajo que llevaba en Teenharbour, abandonó la compañía. Ese mismo año sufrió complicaciones de salud debido a una insuficiencia renal, de la que logró recuperarse.
En 2011 retoma el trabajo en el modelaje de manera independiente, tomando el control de su propia página web.
Ha participado en sesiones para los sitios web MET Art, Twistys Treat, Eurossphotography y, actualmente y de forma exclusiva, para X-Art.

## Premios y nominaciones de la industria erótica
| Año  | Reconocimiento | Categoría                         | Resultado             |
| ---- | -------------- | --------------------------------- | --------------------- |
| 2013 | Twistys Treat  | Mejor chica de Julio              | Ganadora              |
| 2016 | Premios AVN    | Mejor escena de sexo heterosexual | Nominada              |
| 2016 | Premios AVN    | Mejor sitio web                   | Nominada              |
| 2016 | Met Art        | Top Viewed Models of The Year     | #15 (de 3202 modelos) |